# Gisèle Prassinos
Gisèle Prassinos (* 26. Februar 1920 in Konstantinopel; † 15. November 2015 in Paris) war eine französische Schriftstellerin.

## Leben
Gisèle Prassinos, jüngere Schwester des Malers Mario Prassinos, wuchs ab 1922 in Frankreich auf. Sie veröffentlichte 1934 im Alter von 14 Jahren die ersten, von den Surrealisten begrüßten, Gedichte und Erzählungen, denen bis 1947 weitere folgten. 1939 nahm André Breton zwei ihrer Texte in die Anthologie des Schwarzen Humors auf. Nach 11-jährigem Schweigen erschienen ab 1958 wieder Romane und Erzählungen, von denen zwei 1961 und 1963 auch ins Deutsche übersetzt wurden. Ab 1971 kam es zu einer neuen Folge von Gedichtbänden. Gisèle Prassinos publizierte bis ins hohe Alter. Sie starb 2015 im Alter von 95 Jahren. Daneben trat sie als Übersetzerin (aus dem Neugriechischen) der Romane La Liberté ou la Mort (Freiheit oder Tod) und Alexis Sorbas von Nikos Kazantzakis hervor (1953).

## Werke soweit ins Deutsche übersetzt
- La Voyageuse. Roman. Plon, Paris 1959.
  - (deutsch) Die Abreise. Wegner, Hamburg 1961. Goldmann, München 1964. (übersetzt von Leonharda Gescher)
- Le Cavalier. Nouvelles. Plon, Paris 1961.
  - (deutsch) Der Mann mit den Fragen. Hanser, München 1963. (übersetzt von Marie-Luise Gerok)